# Malindi
Malindi, nekoč znan kot Melinde, pristaniško mesto v Keniji ob izlivu reke Galana v Indijski ocean. Mesto je glavno mesto pokrajine Malindi in ima 207.000 prebivalcev (2009).
Glavna gospodarska dejavnost Malindija je turizem. Mesto leži ob avtocesti Mombasa – Lamu in ima letališče za notranji letalski promet. V bližini mesta sta obmorsko letovišče Watamu in Gedijske ruševine – ruševine mesta Svahili, ki se je z Mombaso stalno bojevalo za prevlado v zahodnem Indijskem oceanu. Watamu in obala Indijskega oceana sta pomorski narodni park s klasičnimi primeri svahilijske arhitekture.
Leta 1498 je v Malindiju pristal Vasco da Gama in ustanovil trgovsko postajo.